# Castles (Daniel Tompkins)
Castles è il primo album in studio del cantante britannico Daniel Tompkins, pubblicato il 31 maggio 2019 dalla Kscope.

## Tracce
Testi di Eddie Head e Daniel Tompkins, musiche di Eddie Head.

### CD
1. Saved – 4:19
2. Black the Sun – 5:56
3. Castles – 5:08
4. Kiss – 4:41
5. Limitless – 4:30
6. Cinders – 5:49
7. Telegraph – 4:36
8. Black the Sun (Head Rework) – 5:37
9. Limitless (feat. Dmitry Stepanov) – 4:51
10. Kiss (feat. Randy Slaugh) – 4:12
11. Saved (feat. Acle Kahney) – 3:36
12. Saved (feat. Paul Ortiz) – 3:50
13. Saved (feat. Randy Slaugh) – 3:33

### LP
Lato A
1. Saved (feat. Acle Kahney) – 3:36
2. Black the Sun – 5:56
3. Castles – 5:08
4. Kiss – 4:41

Lato B
1. Limitless (feat. Dmitry Stepanov) – 4:51
2. Cinders – 5:49
3. Telegraph – 4:36
4. Saved (feat. Paul Ortiz) – 3:50
5. Saved (feat. Randy Slaugh) – 3:33

## Formazione
Hanno partecipato alle registrazioni, secondo le note di copertina dell'edizione CD:
- Daniel Tompkins – voce, coproduzione, registrazione e ingegneria del suono parti vocali
- Eddie Head – strumentazione, produzione, registrazione musica, missaggio
- Acle Kahney – mastering, missaggio e produzione (traccia 11)
- Paul Ortiz – sintetizzatore e percussioni aggiuntivi (tracce 2, 3 e 5), missaggio e produzione (traccia 12)
- Dmitry Stepanov – missaggio e produzione (traccia 9)
- Randy Slaugh – missaggio e produzione (tracce 10 e 13)